# Швер, Александр Михайлович
Александр Михайлович Швер (18 мая 1928, Ленинград — 9 февраля 2015, Выборг, Ленинградская область) — советский и российский архитектор.

## Биография
Родился 18 мая 1928 года в Ленинграде. Во время Великой Отечественной войны вместе с семьёй находился в эвакуации.
В 1945 году окончил школу и со второй попытки поступил на архитектурный факультет в Ленинградский инженерно-строительный институт, после окончания которого в 1951 году был распределён в Архангельск, где проектировал жилые дома, посёлки, выполнил проект реконструкции областного театра.
В 1957 году был приглашён в филиал института «Ленгражданпроект» в Выборге. В соавторстве с архитектором Е. А. Розенблюмом разаработал проект реконструкции библиотеки Алвара Аалто. Был директором выборгского филиала института «Ленгражданпроект». В условиях массового типового строительства стал автором одного из первых зданий, возведённых в послевоенное время по индивидуальному проекту в средневековой части города — жилого дома с кафе «Бригантина».
Скончался 9 февраля 2015 года в Выборге. Прощание состоялось 11 февраля во Дворце культуры Выборга.

## Избранные постройки
Выполнены проекты детальной планировки посёлков Карельского перешейка.
- памятник финским красногвардейцам совместно со скульптором Чеботарёвым. Выборг, 1961 г.
- проект реконструкции библиотеки Алвара Аалто, в соавторстве с Евгением Розенблюмом. Выборг.
- жилой дом с кафе «Бригантина» — авторским проектом является ресторан и часть дома за ним по фасаду 1968 г. Выборг, ул. Южный вал, 16.
- здание городской поликлиники (пущено в эксплуатацию в 1974 году). Выборг.
- мемориал советским воинам в Петровке 1975 г.
- комплекс зданий вневедомственной охраны на Большой Каменной улице. Выборг.
- реконструкция мемориала в сквере Мужества. Выборг.
- проект восстановления памятника А. П. Теслеву на Южном кладбище Выборга.

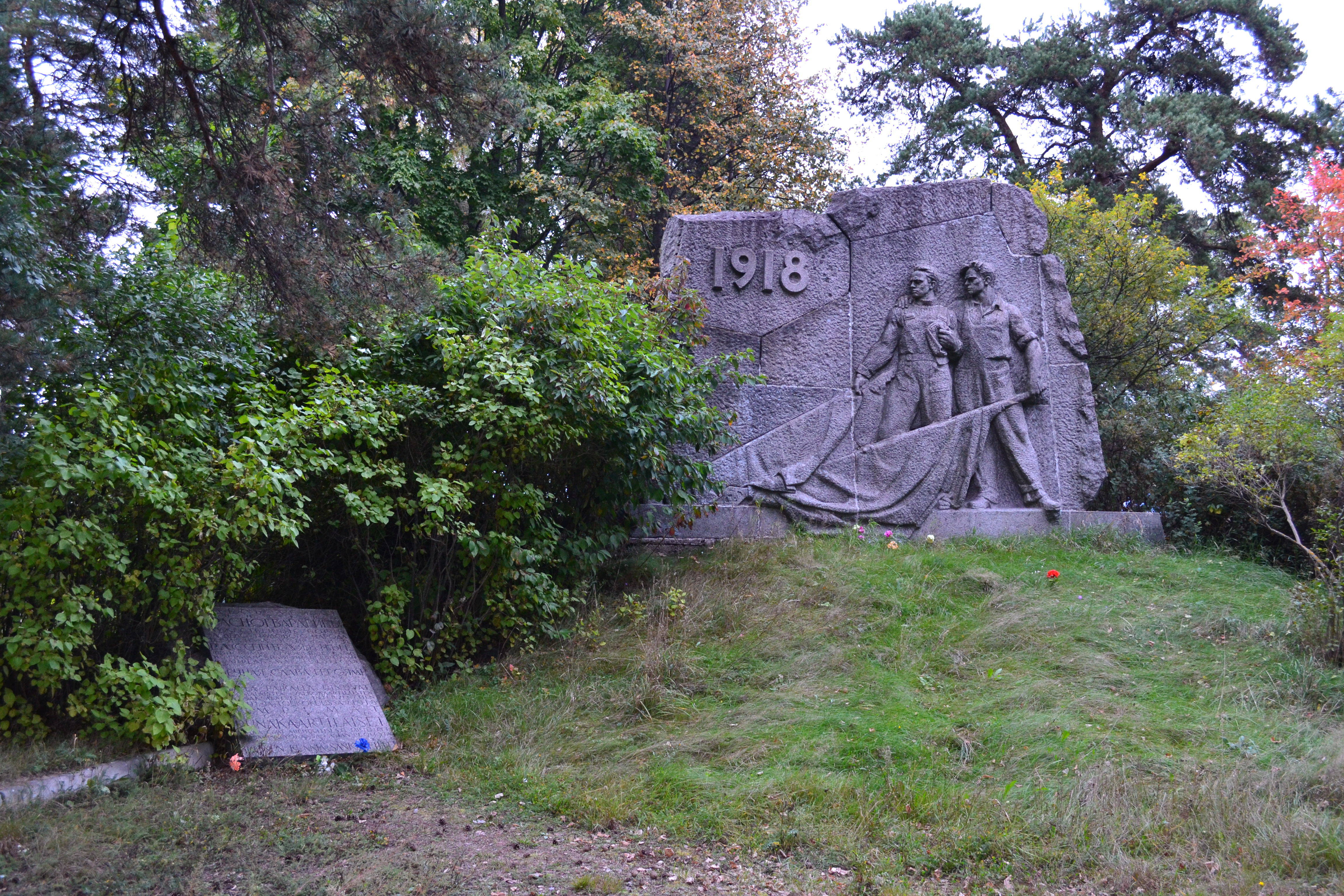
Памятник финским красногвардейцам
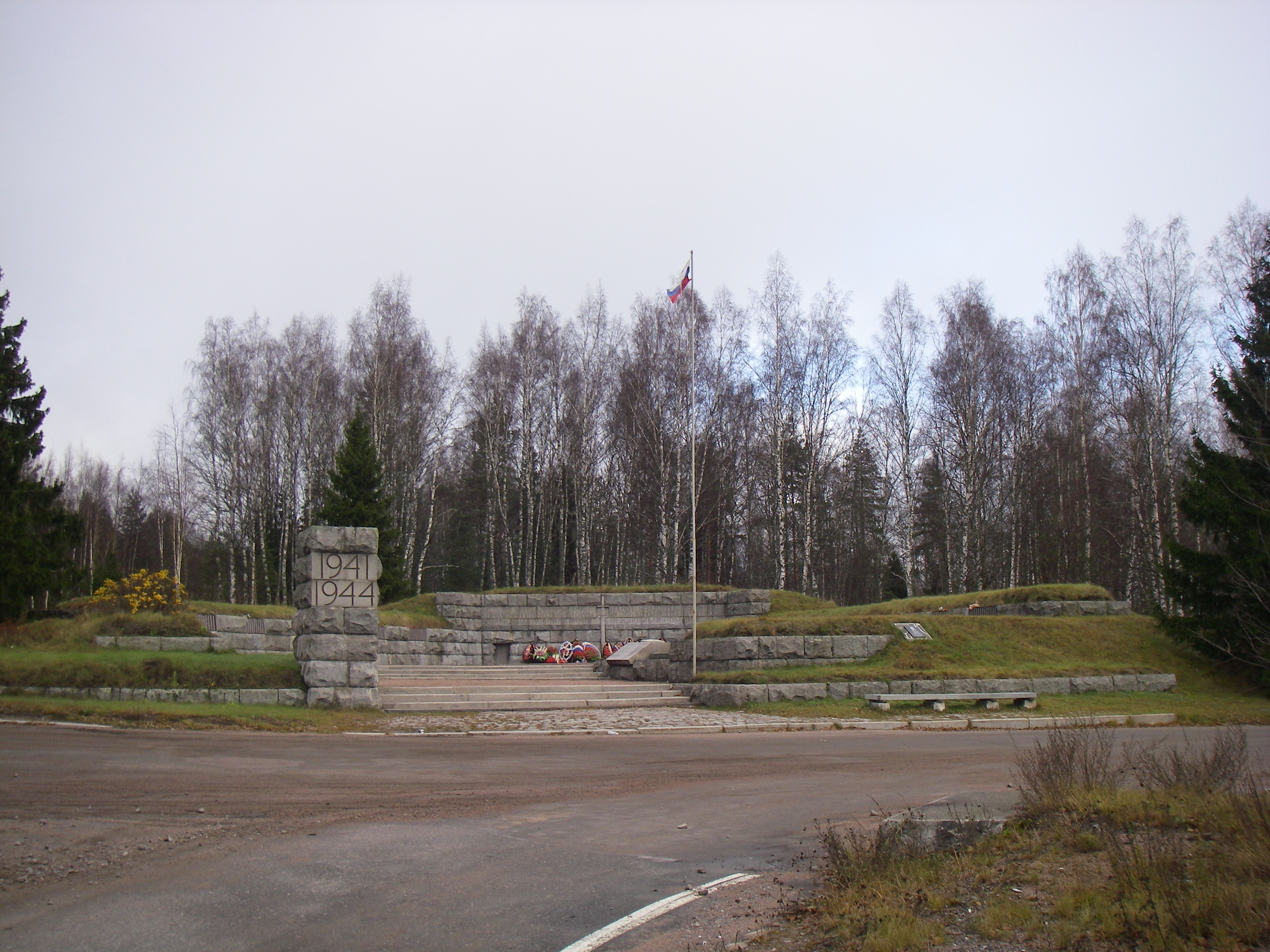
Мемориал «Петровка»